# Estadio Anoeta
Das Estadio Anoeta (voller Name: Estadio Municipal de Anoeta, durch Sponsoringvertrag offiziell Reale Arena) ist ein Fußballstadion in der spanischen Stadt San Sebastián, Autonome Gemeinschaft Baskenland. Es ist die Heimspielstätte des Erstligisten Real Sociedad San Sebastián. Die Anlage bietet nach dem Umbau von 2017 bis 2019 mit der Entfernung der Leichtathletikanlage Platz für 39.500 Zuschauer.

## Geschichte
Das Estadio Anoeta in San Sebastián, einer Stadt im Norden des Landes im Baskenland, wurde zwischen den Jahren 1990 und 1993 erbaut. Es ist das Nachfolgerstadion des Estadio de Atotxa, welches 17.000 Zuschauer fasste und zuvor 75 Jahre lang die Heimstätte von Real Sociedad San Sebastián war. 1993 wurde es jedoch abgerissen und durch das neue, größere Stadion ersetzt, dessen Kapazität auf 32.000 Zuschauerplätze angesetzt wurde. Zum ersten Spiel im neuen Stadion trafen sich der zukünftige Nutzer Real Sociedad und der spanische Rekordmeister Real Madrid zu einem Freundschaftsspiel.
Seit diesem Tag, dem 13. August 1993, nutzt Real Sociedad das Estadio Anoeta als Austragungsort für seine Heimspiele. Erste Veranstaltung im Stadion waren die Leichtathletik-Junioreneuropameisterschaften, die am 29. Juli 1993 begannen. Der Verein wurde bis heute zweimal spanischer Meister, jedoch noch im alten Stadion, und dreimal Pokalsieger des Landes. Außerdem gelang 1982 der Gewinn des spanischen Supercups. Aktuell spielt Sociedad in der Primera División, nachdem man in der Saison 2009/10 den Wiederaufstieg in die höchste Spielklasse im spanischen Fußball geschafft hatte.

## Umbau
Seit einigen Jahren wird der Umbau des Estadio Anoeta geplant. Im Dezember 2016 veröffentlichte Real Sociedad einen detaillierten Zeitplan für den Stadionumbau. Die Renovierungen sollen im vollen Spielbetrieb durchgeführt werden. Von Mai bis Juli 2017 beginnt man mit kleineren Arbeiten außerhalb des Stadions. Es werden Rohrleitungen umgelegt und Treppen umgebaut, um Platz für die acht Betonsäulen in den Stadionecken zu schaffen. Sie sollen später die Dachkonstruktion halten. Anschließend werden dafür die Fundamente gelegt. Darauf folgt von Juli 2017 bis Juli 2018 die Umwandlung der Südkurve (7.000 Plätze) hinter dem Tor. Der neue Zuschauerrang wird 20 Meter näher an das Spielfeld gerückt. Dadurch sinkt in diesem Zeitraum die Kapazität auf 25.000 Zuschauer. Die neue Dachkonstruktion mit den vier Hauptträgern wird von außen über acht Träger unterstützt. Im Mai 2018 endet die Saison der spanischen Liga. Während die Bauarbeiten an der Südtribüne langsam zu Ende gehen, werden in der Sommerpause von Mai bis August 2018 das Spielfeld abgesenkt und die Unterränge der Haupt- und Gegentribüne neugebaut. Dies schafft Platz für weitere Zuschauerplätze. Wenn die Südtribüne fertig ist, wird das Stadion in der Saison 2018/19 wieder 32.000 Plätze bieten. Von August 2018 bis August 2019 soll die Nordkurve, genau wie die Südtribüne, umgebaut werden. In der Sommerpause 2019 sind Arbeiten am Außenbereich der West- und Osttribüne vorgesehen. Die Treppenhäuser werden entfernt, was einen kleinen Gewinn an Grundfläche ergibt. Die Umbauten enden mit dem Bau der neuen Treppenhäuser und der Verkleidung der Fassade in Blau, wie es schon bei den anderen Tribünen geschehen ist. Die Umgestaltung des Estadio Anoeta in ein reines Fußballstadion soll 50 Mio. Euro kosten. Zu Beginn der Saison 2019/20 soll das Stadion 42.300 Plätze bieten.
Die Kosten tragen die autonome Gemeinschaft Baskenland (10 Mio. Euro), die Provinz Gipuzkoa mit vier Mio. Euro und der Verein die restlichen 36 Mio. Euro, von denen 24 Mio. sofort und 12 Mio. Euro langfristig gezahlt werden.
Im September 2017 begann mit dem Abriss der Südtribüne der Umbau des Anoeta. Im Januar 2018 wurden die Ausgrabungen vor dem abgebrochenen Südrang abgeschlossen. Als Nächstes stehen die Ausgrabungen an der Ost- und der Haupttribüne an. Anschließend soll der Bau des neuen Südranges im laufenden Spielbetrieb beginnen. In der Saison 2017/18 bieten sich im Estadio Anoeta statt der ursprünglichen 32.076 nur 25.000 Zuschauerplätze. Bis Mitte 2018 war die neue Tribüne mit den Trägern für das neue Dach fertig.
Mitte Juli 2019 gab es einen Unfall auf der Baustelle. Ein 51-jähriger Arbeiter stürzte bei Dacharbeiten an der Nordtribüne 20 Meter tief und verletzte sich. Er wurde in das Hospital Donostia gebracht, wo er bei Bewusstsein ankam. Dort musste er am Brustkorb operiert werden. Er zog sich mehrere Knochenbrüche zu.
Anfang August 2019 wurde das Versicherungsunternehmen Reale Seguros Namenssponsor des Stadions. Der Vertrag läuft über sechs Jahre und der Sponsor zahlt jährlich etwa 1,5 Mio. Euro an Real Sociedad. Zunächst trug das Stadion die Bezeichnung Reale Seguros Stadium. Am 12. September wurde der endgültige Name bekannt. Das Anoeta wird Reale Arena heißen.
Am 14. September 2019 fand das erste Heimspiel von Real Sociedad in der umgebauten Reale Arena gegen Atlético Madrid statt. Die Hausherren konnten einen 2:0-Sieg feiern.
Im Juni 2020 wurde das Endspiel der UEFA Women’s Champions League 2019/20 aufgrund der COVID-19-Pandemie vom Viola Park in Wien in das Estadio Anoeta verlegt. Die Partie soll am 30. August 2020 ausgetragen werden.
Das renovierte Stadion wurde 2020 von der UNESCO mit dem Prix Versailles for Sports ausgezeichnet.

## Sonstige Nutzung
Das Reale Arena wird nicht nur für Fußballspiele genutzt. Hier finden auch Rugbyspiele statt. In letzter Zeit wurde es einige Male für den Heineken Cup, den qualitativ höchsten Europapokalwettbewerb im Rugby Union, vom französisch-baskischen Klub Biarritz Olympique genutzt. Das Stadion wurde ebenfalls für die französische Rugby-Union-Meisterschaft 2009/10 genutzt, als Aviron Bayonnais seine Heimspiele in diesem Stadion austrug. Andere Events im Stadion sind Konzerte. So spielten hier schon unter anderem Pink Floyd, U2, Depeche Mode, die Rolling Stones und Bruce Springsteen. Meist wird das Stadion aber für den Fußball genutzt.

## Galerie

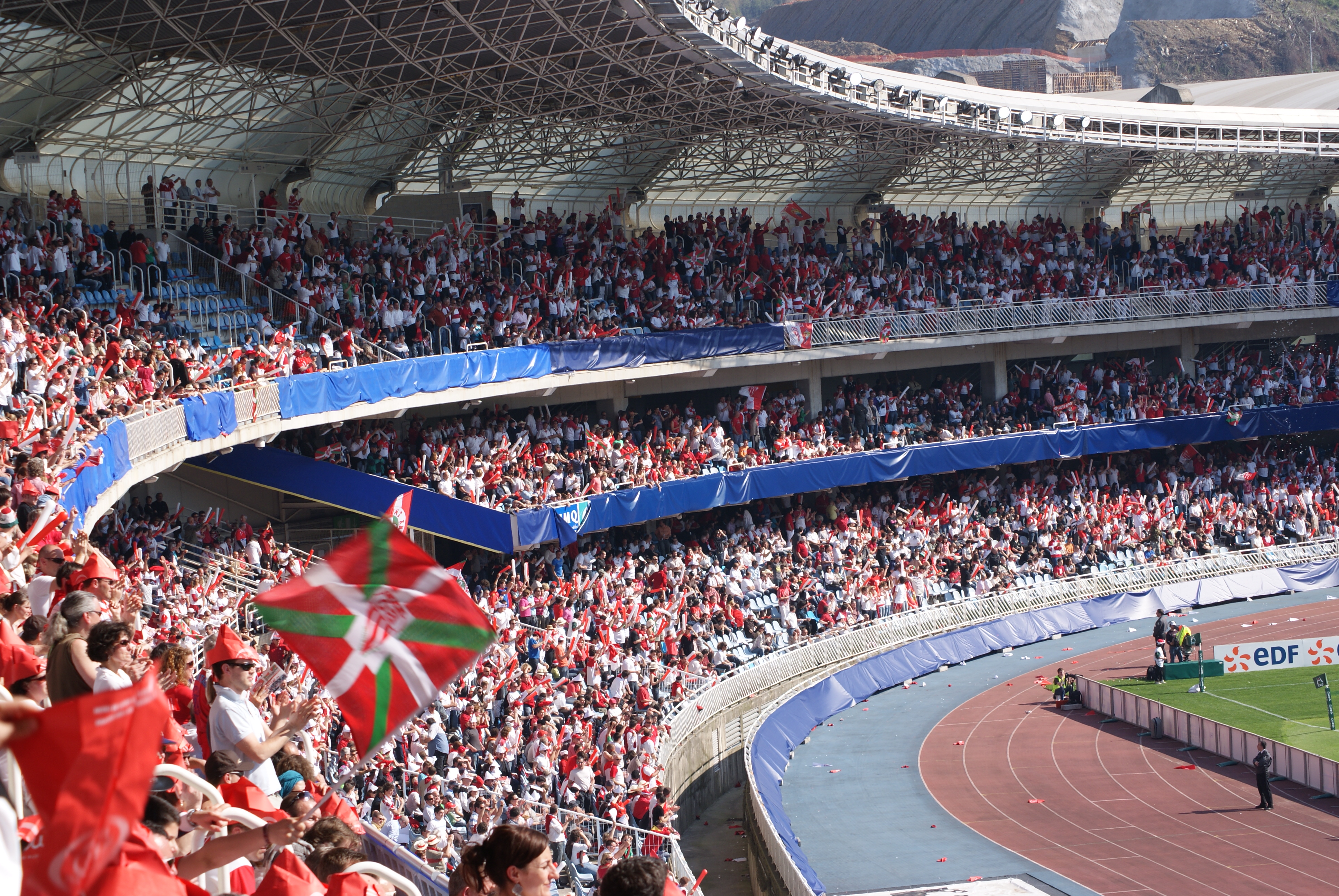
Blick in das Stadion, vor dem Umbau (2010)
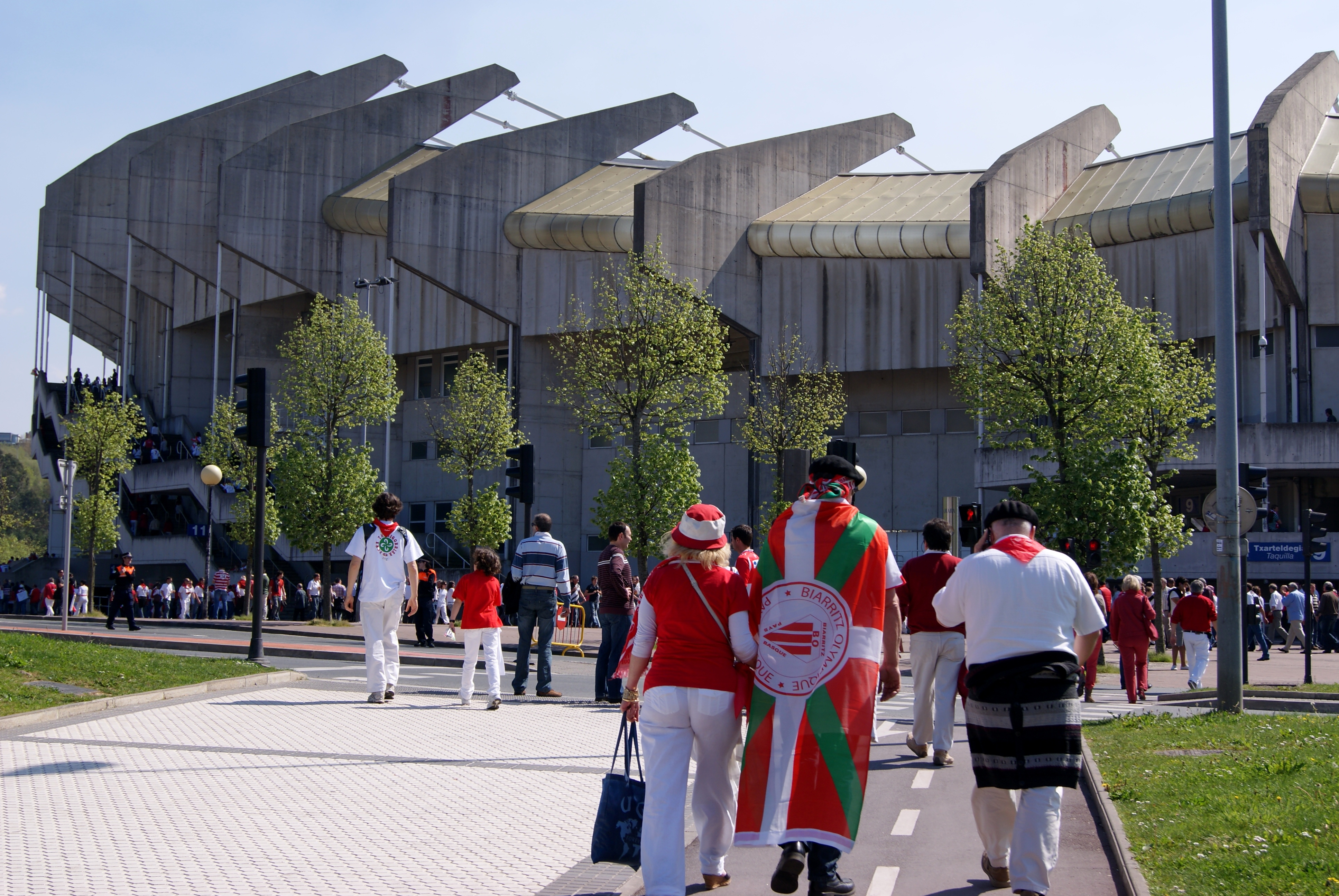
Das Stadion von außen (2010)
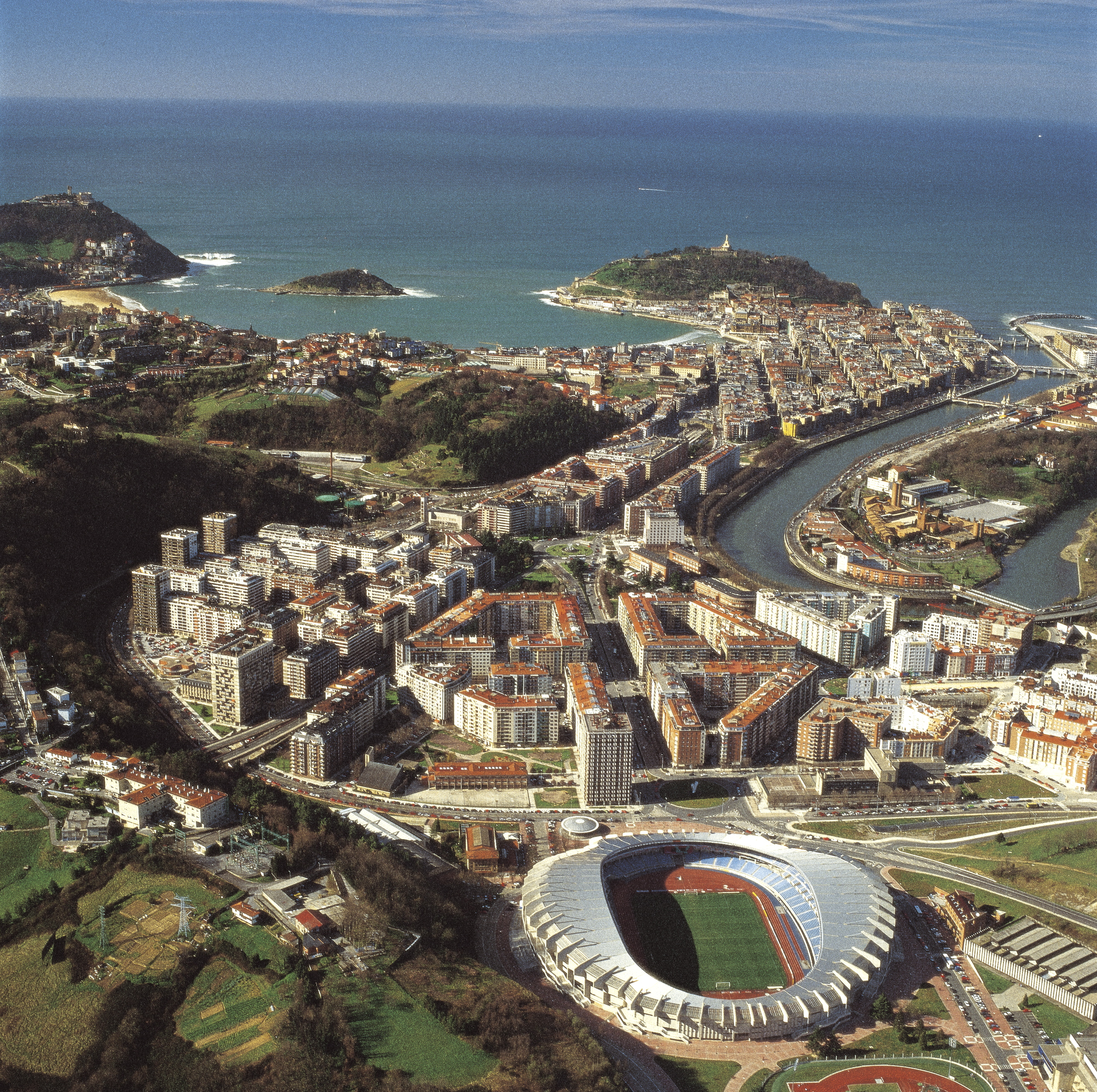
Blick auf das Estadio Anoeta (2012)
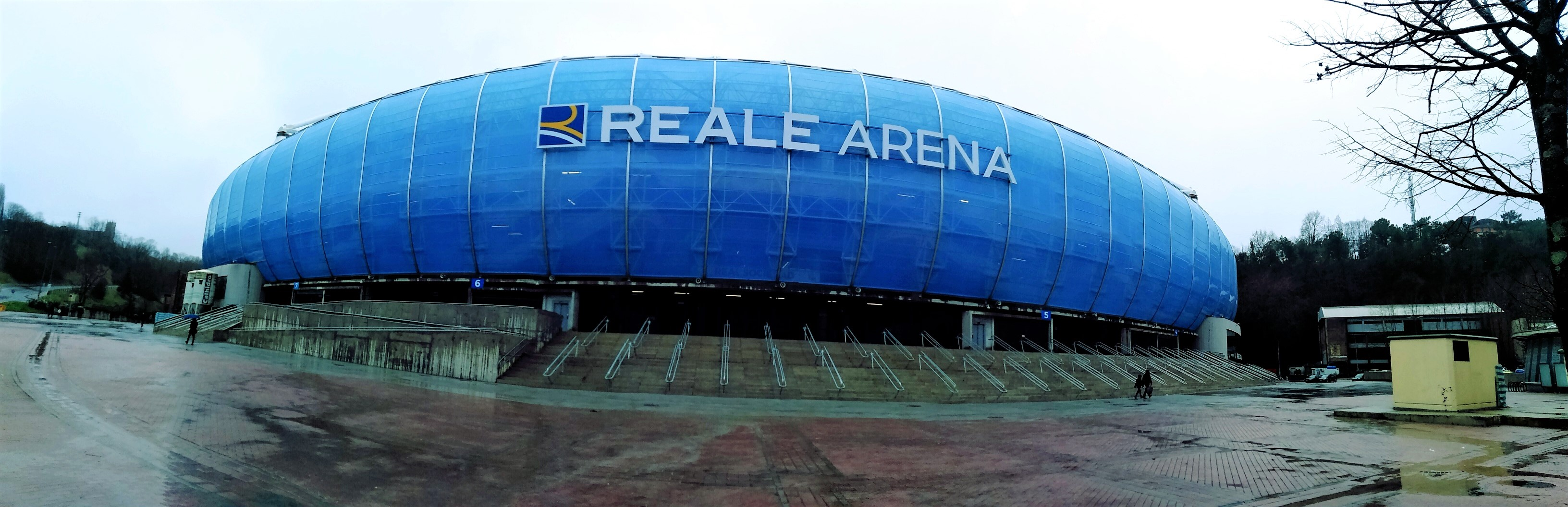
Fassade der Reale Arena (2020)